# Philipp Konrad Marheineke
Philipp Konrad Marheineke (Hildesheim, 1 de maio de 1780 – Berlim, 31 de maio de 1846) foi um teólogo protestante alemão da Igreja Evangélica na Prússia.

## Vida
Nasceu em Hildesheim, e estudou na Universidade de Göttingen. Em 1805 ele foi nomeado professor de filosofia na Universidade de Erlangen, em 1807, ele se mudou para Heidelberg. Em 1811 tornou-se professor na Universidade Humboldt, de Berlim, onde a partir de 1820, ele também foi pastor na Igreja da Trindade e trabalhou com o teólogo e filósofo Schleiermacher. Quando ele morreu, ele era um membro do conselho supremo consistorial.

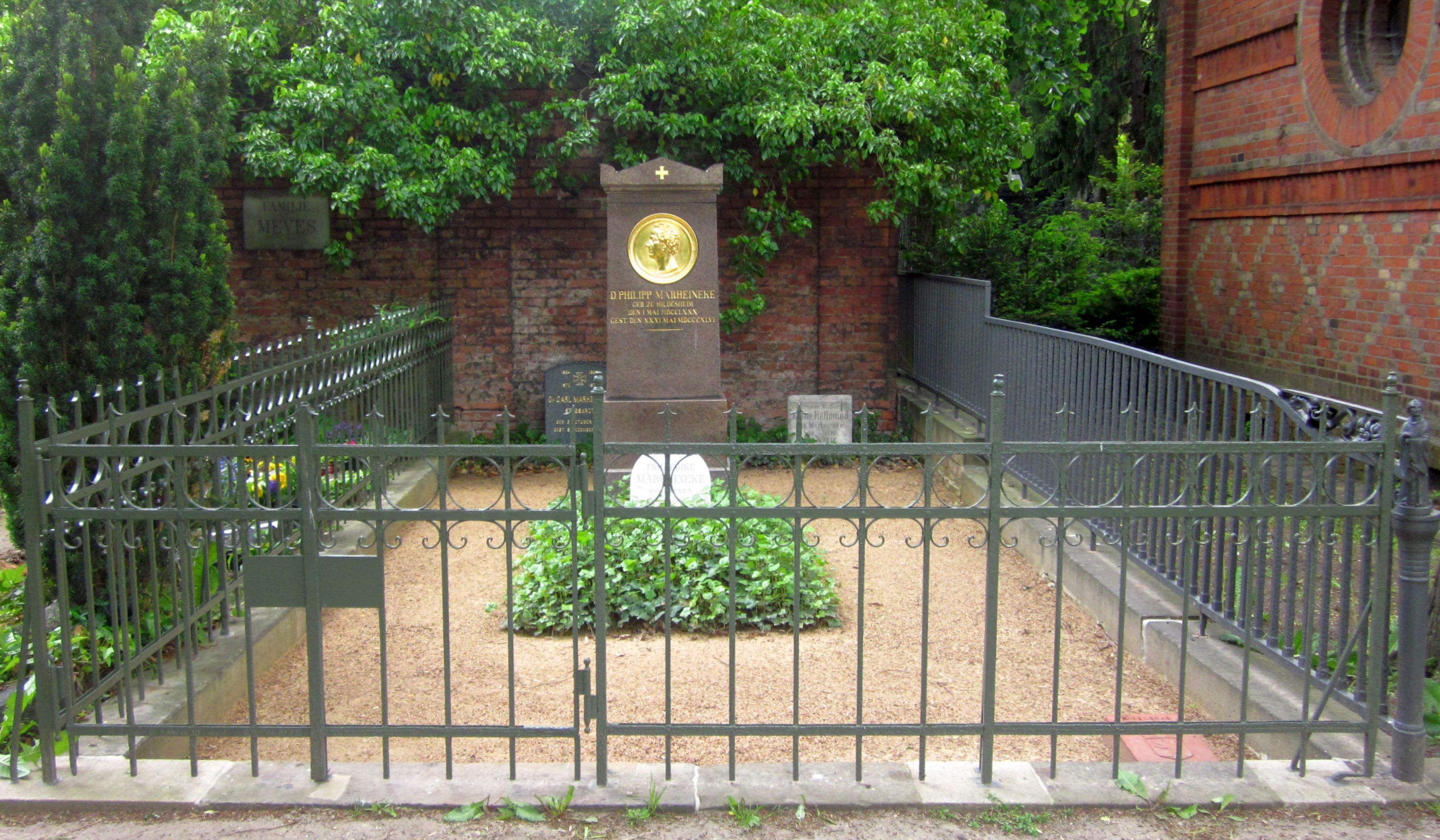
Sepultura de Marheineke no Dreifaltigkeitskirchhof II em Berlim

## Obras
Primeiramente influenciado por Schelling, Marheineke encontrou um novo mestre em GWF Hegel, e chegou a ser considerado como o líder da direita hegeliana. Ele procurou defender e explicar todas as doutrinas ortodoxas da Igreja de uma forma ortodoxa, isto é, defendendo a doutrina protestante de acordo com os princípios hegelianos. O sistema dogmático que resultou desse procedimento era inevitavelmente mais hegeliano do que cristão, era na verdade uma forma essencialmente nova do cristianismo.
Os pontos de vista desenvolvidos por Marheineke sobre a dogmática são dados na terceira edição (1847) do seu Die Grundlehren der Wissenschaft als Christlichen Dogmatik. Quando publicou a primeira edição (1819) ele ainda estava sob a influência de Schelling, a segunda edição (1827) marcou a sua mudança de opinião. Suas obras mostram uma erudição profunda, uma visão crítica aguçada, e imparcialidade rara. O Symbolik Christliche (1810-1814) foi considerado a sua obra-prima.
Outros seus trabalhos incluem: Institutiones symbolicae (1812; 3 ed, 1830.), Geschichte der deutschen Reforma (1816; 2 ª ed, 1831 e 1834.); Die Reforma, ihre Entstehung und Verbreitung in Deutschland (1846;  2 ª ed. 1858), e o póstumo Theol. Vorlesungen (1847-1849).